# Eleocharis maximoviczii
Eleocharis maximoviczii là loài thực vật có hoa trong họ Cói. Loài này được Zinserl. mô tả khoa học đầu tiên.